# Oreocereus
Genre
Oreocereus est un genre de la famille des cactus.
Son nom vient du grec ancien "Oros" signifiant montagne et du latin "Cereus" siginifiant cierge)
Ce sont des plantes colonnaires souvent ramifiées à partir de la base et pouvant atteindre trois mètres de haut. Les plantes présentent de fortes épines et des soies laineuses blanches. Fleurs diurnes tubulaires orange ou rouges.
Oreocereus est originaire des régions des Andes à plus de 3 000 mètres d'altitude. Plus particulièrement du sud du Chili, et de la Bolivie, du nord du Chili et de l'Argentine.
Alwin Berger a identifié Oreocereus comme un sous-genre de Cereus en 1905. Vincenzo Riccobono l'a élevé au rang de genre à part entière en 1909 au rang de genre.
Oreocereus peut supporter des gelées de courte durée, à condition d'être totalement au sec. Demande plusieurs années pour fleurir.

## Taxonomie

### Espèces
- Oreocereus celsianus ou Oreocereus neocelsianus, parfois appelé "le vieil homme des Andes" à cause de sa chevelure blanche
- Oreocereus doelzianus
- Oreocereus fossulatus
- Oreocereus hendriksenianus
- Oreocereus leucotrichus
- Oreocereus maximus
- Oreocereus ritteri
- Oreocereus trollii
- Oreocereus variicolor

### Synonymes
Les genres suivants sont considérées comme synonymes de Oreocereus:
- Arequipa Britton & Rose
- Arequipiopsis Kreuz. & Buining
- Morawetzia Backeb.
- Submatucana Backeb.